# Клод д’Орлеан-Лонгвиль
Клод д’Орлеан-Лонгвиль (1508 — 9 ноября 1524) — французский аристократ, 3-й герцог де Лонгвиль (1516—1524) и пэр Франции.

## Биография
Старший сын Людовика I Орлеана-Лонгвиля (1480—1516), 2-го герцога де Лонгвиля (1512—1516), и Жанны де Хохберг (? — 1543).
В августе 1516 года после смерти своего отца Клод унаследовал титулы герцога де Лонгвиля, графа де Монтгомери, графа де Танкарвилля, виконта д’Аббервилля.
9 ноября 1524 года герцог Клод де Лонгвиль скончался. Ему наследовал младший брат Людовик II д'Орлеан-Лонгвиль (1510—1537), ставший 4-м герцогом де Лонгвилем.
Незаконнорожденный сын - Клод, бастард де Лонгвиль, женат на Марии де Ла Бессьер-Шамбор 